# Devarodes subsericea
Devarodes subsericea là một loài bướm đêm trong họ Geometridae.